# 谢伦山之战
谢伦山之战（德語：Schlacht am Schellenberg）发生于1704年7月2日，即西班牙王位继承战争期间。这场交战是马尔伯勒公爵一系列军事行动的组成部分，他想要拯救哈布斯堡的首都维也纳，使其免受路易十四国王麾下的法国-巴伐利亚联军在德意志南部的进攻威胁。5月19日，马尔伯勒从科隆附近的贝德堡开始了约250英里（400）的行军；不到五个星期，他就将自己的部队与巴登藩侯的部队联手，然后继续向多瑙河进发。抵达德意志南部后，盟军的任务就是诱使巴伐利亚选侯国的君主马克斯·埃马努埃尔选侯放弃效忠路易十四，并重新加入大同盟；但是为了解决这个问题，盟军首先需要在多瑙河上强行争取到一座坚固的桥头堡和弹药库，以便他们的物资可以通过桥头堡到达河的南部，进入选侯的心脏地带。为此，马尔伯勒选择了市镇多瑙沃特。
当选侯及其联合指挥官马尔桑元帅得知盟军的目标后，遂派遣阿尔科伯爵率领一支12,000人的先头部队，从他们在迪林根的主营地出发，去巩固和保卫位于市镇上方的谢伦山高地。为了避免旷日持久的围城战，马尔伯勒决定在阵地变得坚不可摧之前发动快速进攻。在经历了两度破除障碍失败后，盟军将士齐心协力，终于制服守军。在激烈的战斗中，他们只花了两个小时便攻克河上的桥头堡，但胜利之后的迟疑不决却使他们失去了良好势头。他們蓄意破坏选侯在巴伐利亚的土地，不但未能令选侯参战，也未能说服他重回帝国的怀抱。只有当塔拉尔元帅带着增援部队来强化选侯军，以及萨伏伊的欧根亲王从莱茵河抵达增援盟军时，才为下个月在布伦海姆战役的决定性行动奠定了基础。

## 背景
谢伦山之战是1704年大同盟军事活动的组成部分，目的是避免奧地利哈布斯堡王朝的首都维也纳受到法国-巴伐利亚军队的威胁。5月19日，马尔伯勒公爵从科隆附近的贝德堡向250英里（400）外、驻扎在多瑙河上的巴伐利亚选侯和马尔桑元帅率领的法巴联军发起进军，战役正式打响。马尔伯勒最初成功蒙骗了法国将领——身处西属尼德兰的维勒鲁瓦元帅和莱茵河沿岸的塔拉尔元帅，让对方以为自己的目标是更靠北的阿尔萨斯或摩泽尔河。然而，当选侯于6月5日收到马尔伯勒从低地国家行军而来的通知时，他已经正确地预测到，自己的巴伐利亚选侯国才是盟军真正的目标。

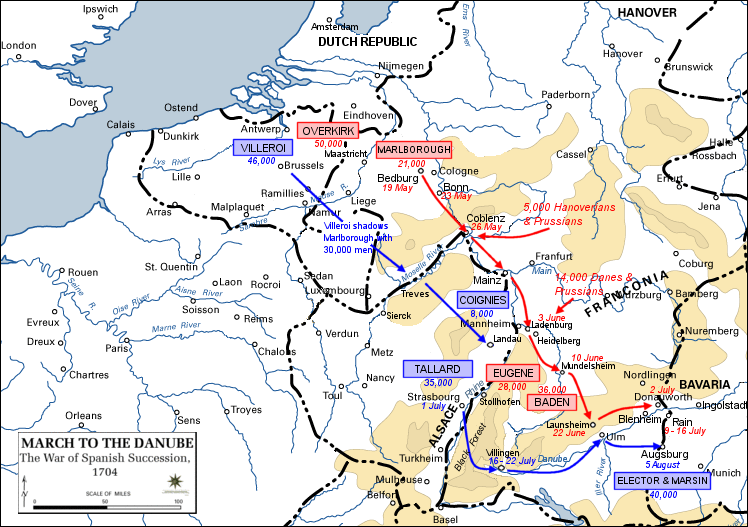
马尔伯勒公爵从（科隆附近的）贝德堡向多瑙河进发。他的250英里行军是精心策划和组织的杰作。

神圣罗马皇帝利奥波德一世急于将战前转而效忠路易十四的选侯拉回帝国阵营。鉴于这种双面性，马尔伯勒认为，为同盟争取巴伐利亚的最佳方式是通过入侵选侯的领土，靠实力地位进行谈判，以期能在其援军抵达之前说服他改变立场。至6月22日，马尔伯勒的军队在劳恩斯海姆与巴登藩侯的帝国军队会合；到6月底，他们的总兵力已接近80000人。驻扎在乌尔姆的法巴联军在数量上不及盟军，选侯的大部分兵力都分散在其从慕尼黑到蒂罗尔前沿的领土周围，但他的处境也远非绝望：如果他能坚持一个月，塔拉尔将带着法国的援军从莱茵河抵达。
盟军部队集结后，选侯和马尔桑就将他们的40000名士兵转移到多瑙河北岸、介乎于迪林根和劳因根之间布满壕沟的营地中。盟军指挥官们不愿意攻击这样一个遍布障碍物和因泛洪而变得坚不可摧的牢固阵地，他们绕过迪林根，向北穿过巴尔默茨霍芬和阿默丁根，朝多瑙沃特的方向进发。如果占领那里，那么位于谢伦山之下的多瑙沃特桥头堡将可通过讷德林根和纽伦堡为德意志中部的友好邦国提供新的交流通道，同时也为盟军在多瑙河南岸提供了一个良好的补给桥渡。

## 序幕

### 谢伦山的防御
多瑙沃特是位于沃尔尼茨河和多瑙河汇合处的一座设防市镇，而谢伦山高地则占据着多瑙沃特东北面的天际线。其靠山的一侧受到博施贝格森林密集且难以穿越的树木保护，南部与西部地区则有沃尔尼茨河和沼泽作为天然屏障，使谢伦山高地成为任何防御者都青睐的制高点。然而，其椭圆形的山顶却是平坦而开放的，上面的防御工事已有70年历史，其中包括由瑞典国王古斯塔夫·阿道夫在三十年战争期间建造的一座古老要塞，都疏于照管，处于荒废状态。当意外袭击发生时，其东面沿多瑙河岸边至树木繁茂的山顶之间的菱堡、掩体和沟渠都已相当完整；但从树林到要塞的一小段区域，也就是马尔伯勒进攻的角度，土方工程是用灌木丛的柴捆所仓促堆成的，上面只盖了一层薄土。西段则从要塞一路陡降延伸至市镇的城墙。在这里几乎没有什么防御措施，但作为弥补，这条防线可以受到市镇的侧翼炮火所保护。
1703年，维拉尔元帅曾建议选侯加强城镇的防御，“……尤其是谢伦山——多瑙沃特之上的要塞，伟大的古斯塔夫教晓我们的重点”。选侯与维拉尔的关系此时已经破裂，最初他没有理会要他修复衰败的防御设施的劝告，但当他得知多瑙沃特即将遭到攻击时，便命令来自皮埃蒙特的军官阿尔科伯爵，从迪林根的营地前去巩固和坚守阵地。阿尔科麾下有12000名士兵，其中大部分是从巴伐利亚最好的部队——包括由资深军官领导的选侯亲卫队和选举亲王团之中选拔出来的。总体而言，守卫谢伦山的卫戍部队共由16个巴伐利亚和7个法国步兵营、6个法国和3个巴伐利亚龙骑兵中队组成，并配备16门炮。此外，在多瑙沃特还驻扎有1个法国和2个巴伐利亚民兵营。

### 初始的调遣
7月1日至2日夜间，盟军在距离多瑙沃特约15英里（24）处的阿默丁根扎营。正是在这里，马尔伯勒收到了欧根亲王的副官——莫尔滕堡男爵发来的急报，得知塔拉尔元帅正率领35000名士兵穿过黑森林，增援法巴联军。这个消息使马尔伯勒确信他没有时间进行耗时的围城，尽管巴登抗议称直接进攻会造成严重的伤亡，公爵还是计划直接进攻这个阵地。阿尔科清楚盟军在阿默丁根营地的行踪，他相信自己至少有一整天的时间来组织防御。
7月2日凌晨3:00，盟军先遣部队开始撤营，准备向多瑙沃特和谢伦山高地进发。马尔伯勒亲自监督了最初的5850人突击部队的推进，在他的指挥下，每个营由大约130人组成方阵。荷兰将军约翰·韦南德·范霍尔将率领这支先遣部队。在这些突击者的身后，是由亨利·威瑟斯少将和霍恩伯爵率领的8个营（英国、荷兰、汉诺威和黑森混编）组成的2个梯队、共12000名盟军步兵；并以由亨利·拉姆利和雷纳德·范霍姆佩奇公爵率领的35个英、荷骑兵和龙骑兵中队作为支援。巴登的部队跟在马尔伯勒后面，在谢伦山前线没有足够的空间让他们充分部署时，巴登会安排一个旅的帝国掷弹兵随时待命。盟军在这次行动中总共部署了22000人。
骑行在军队前头的马尔伯勒亲自检查了敌人的阵地，用望远镜观察在河对岸扎营的准备工作，期待着第二天选侯主力部队的到来。因此，不能再浪费时间了。尽管公爵在当天仍有12小时的日照时间，但他的士兵仍在离沃尔尼茨河几英里远的泥地中挣扎，他们肯定不希望在约18:00之前，即离天黑只有2个小时的时候发动进攻。当盟军行进的同时，多瑙沃特和谢伦山的防御工作也在认真筹备。在法国工程人员的协助下，阿尔科开始修复和加固连接古斯塔夫斯要塞与多瑙河以及另一侧城墙的2英里（3.2）的旧壕沟。在巴伐利亚服役的法国军官、暨当时的年代记录者让·马丁·德·拉·科洛尼上校后来写道：“留给我们的时间太短了，无法圆满地完成这一任务”。
盟军的骑兵于3日上午8:00左右开始出现在阿尔科的左前部往西北方向约5至6英里（8.0至9.7）处，步兵紧随其后。到了10:00，马尔伯勒的军需总长威廉·卡多根开始在谢伦山的视线范围内（但又未到沃尔尼茨河）划出一块土地用作扎营，给人一种他们打算从容围城的印象。看到卡多根的准备工作后，阿尔科伯爵随即上当受骗——他离开了尚未完工的防御工事，与多瑙沃特的法籍守城指挥官迪博尔代（DuBordet）上校共进午餐，并坚信自己有充足的时间来完成布防。然而，这支纵队蓄意继续前进，到了午后，他们已在埃伯梅尔根越过沃尔尼茨河，打算立即发动攻击。巴伐利亚哨站发现了盟军，他们向贝格和周边村落点火示意，然后匆忙拉响警报。阿尔科将军的午餐就此遭到粗鲁打断，他冲上谢伦山，号召其士兵们武装起来。

## 战斗

### 马尔伯勒的第一轮突击

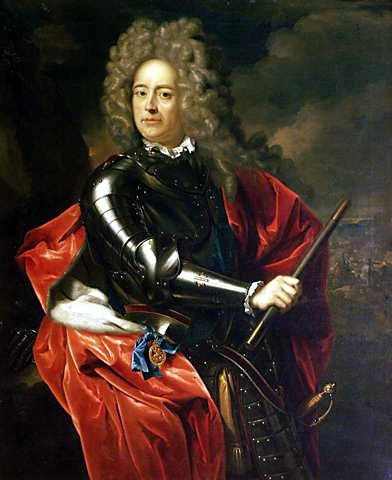
由戈弗雷·科内尔所作的马尔伯勒公爵像。这位英国公爵倾向于与谢伦山正面交锋，但巴登藩侯更倾向于长期围城。

尽管马尔伯勒清楚正面进攻谢伦山会付出高昂的代价，但他确信这是迅速占领这座市镇的唯一途径：若无法在黄昏之前攻克顶峰，强化后的防御工事将更不可能得到，而法巴联军的主力部队也正从迪林根赶来保卫阵地。一位名叫克里斯蒂安·威尔士的女性龙骑兵（她掩饰了自己的真实性别）回忆道：“我们的先锋直到下午才进入敌人的壕沟；然而，为了不给巴伐利亚人有时间壮大自己，公爵命令荷兰将军范古尔……尽快进攻”。17:00左右，作为进攻的初步行动，马尔伯勒的炮兵指挥官霍尔克罗夫特·布拉德上校开始从贝格附近的一个阵位轰击敌人；他的每一轮齐射都遭到阿尔科从古斯塔夫要塞和博施贝格森林外的炮火反击。

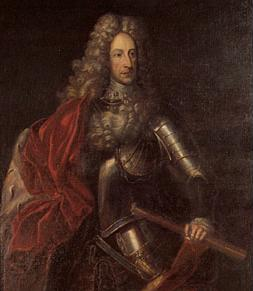
路德维希·威廉，巴登-巴登藩侯。他与马尔伯勒均认为这场战斗的胜利属于自己。

这时，阿尔科将军命令科洛尼上校的法国掷弹兵转移至高地（位于巴伐利亚人的防御工事上方），以便随时准备在适当的时候堵住他们的任何防御缺口。然而，由于顶峰的平坦性，这个位置为其士兵提供的保护有限，无法抵挡盟军的炮火。布拉德上校注意到了这一点，将他的大炮瞄准山顶，使科洛尼的士兵遭受了严重的伤亡。科洛尼后来记录道：“他们把火力集中在我们身上，第一次开火就将巴斯蒂德伯爵击毙了……所以我的外套上沾满了脑浆和鲜血”。尽管遭到了猛烈的连续炮击，尽管一枪未开便失去了5名军官和80名掷弹兵，科洛尼仍坚持将他的法国兵团留在各自的岗位上，他决心维持纪律，并确保其部队在投入战斗时保持良好的秩序。
在夜幕降临之前，盟军有足够的时间对其北侧的阵地进行猛攻（主要是在古斯塔夫要塞北面的斜坡中最陡峭的部分），但没有足够的时间从其他方向同时发动袭击。进攻发生在18:00左右，由有“敢死队”之称的先头部队领衔。这支来自英国第一步兵近卫军的80名掷弹兵组成的部队，受莫当特子爵和理查德·蒙登上校指挥，旨在吸引敌人火力，从而使盟军指挥官能够辨别防守的重点。主力部队则紧随其后。科洛尼回忆称：“对方的快速行动和大声喊叫确实令人惊恐”，为了盖过呼喊声和骚动声，他命令其鼓手迎面敲击，“用他们的鼓声淹没对方，以免对我们的人民造成不利影响”。
随着射程的缩小，盟军成为了法巴联军步枪子弹和葡萄弹易于命中的目标；防御者扔下的手榴弹嘶嘶作响，加剧了混乱。为了帮助突击，每位盟军士兵都携带了一束早前从博施贝格森林中砍伐的柴捆，用于在临时胸墙前面的沟渠上架起桥梁，以加速他们的通行。然而，这些柴捆被误扔进一个因近期夏季降雨而形成的旱沟内，而不是在45米开外的巴伐利亚防御战壕中。尽管如此，盟军仍继续向前推进，与巴伐利亚人展开了野蛮的肉搏战。在防御工事的后方，选侯亲卫队和科洛尼的士兵首当其冲，因此，“分隔两军的矮护墙成为了所能想到的最血腥的搏斗现场”。但突击未能穿透防御工事，盟军被迫退回自己的防线。作为马尔伯勒的爱将，领导了此次进攻的约翰·韦尔南德·范古尔将军，也在盟军的阵亡名单之列。

### 马尔伯勒的第二轮突击
第二轮突击也没有更成功。红衣的英格兰人与蓝衣的荷兰人以完美的序列并肩前进，准备进行第二次尝试。为了激励他们加倍努力，他们的将官亲自带领前线士兵进入第二波枪林弹雨之中。盟军再次在敌人的栅栏前留下了大量伤亡，其中包括领导第二次进攻的元帅——林堡-斯蒂鲁姆伯爵。在混乱中，进攻的部队阵型溃散，又一次向山下撤退。随着盟军第二次被击退，兴高采烈的巴伐利亚掷弹兵上好刺刀，冲出他们的临时胸墙，追击进攻者，意欲一举挫败敌人。但英国卫兵在拉姆利的的骑兵下马协助下，阻止了一场全面溃败，迫使巴伐利亚人退到他们的防线后。

### 巴登的突击
就在这时，两次都未能取得突破的马尔伯勒得到情报称，连接城墙和山上防御工事的临时胸墙现在人手稀少（马尔伯勒失败的进攻把阿尔科的士兵从要塞的其它地方引开，使后者的左翼几乎毫无防御能力，非常脆弱）。另一位盟军司令，巴登藩侯（在马尔伯勒开战半小时后进入战场）也注意到了这个机会，遂迅速率领其掷弹兵从贝格的村落出发，穿过凯巴赫溪，涌向阵地发起突击。
至关重要的是，多瑙沃特的守备司令已经把他的部队撤回城内，锁上城门，此时只能从城墙上分散开火。巴登的帝国部队（此时得到了八个马尔伯勒预备役营的支援）轻而易举地突破了这些被削弱的防御力量，击败了两个营的步兵和少数仍在保卫该地区的骑兵，并得以在谢伦山山脚下集结，在阿尔科和城镇之间形成了自己的阵地。留意到危险后，阿尔科急忙赶到后方，召唤他的法国龙骑兵们（躲在山的背风侧）下马，试图阻止正在向斜堤挺进的帝国主义者。但是，巴登以三个连的掷弹兵集中实施齐射，迫使龙骑兵撤退。这一行动使阿尔科丢失了阵地，也失去了与他在山顶上奋勇抵抗的主力部队的联系。这位法巴联军指挥官只得跑下城镇——根据科洛尼的说法，“……因为守城司令官迟迟不开门，所以进入时有些困难”。

### 破局
得知帝国军队已经突破谢伦山的防线后，马尔伯勒发动了第三轮突击。这一次，攻击者形成了更广阔的战线，导致阿尔科的士兵必须分散火力，从而降低了他们的步枪和手榴弹的致命威力。然而，包括科洛尼在内的守军（不知道帝国士兵已经穿透他们的左翼、而阿尔科已经撤退到多瑙沃特）仍然对他们击退敌人的能力充满信心——“我们坚守阵地；我们的火力一如既往，遏制住了我们的对手”。但是没过多久，在山上作战的法巴联军意识到巴登的步兵正从城镇的方向逼近。包括科洛尼在内的许多军官最初以为，这些推进的部队是迪博尔代驻多瑙沃特的守军增援部队，但很快便发现，他们实际上是巴登的部队。“他们[巴登的帝国掷弹兵]于傍晚7:30左右到达我们侧翼的射程之内，我们没有意识到这种可能性。”德拉柯罗尼如是写道，“我们正专注于保卫我们自己的阵地……”，巴登的部队在盟军右翼高地的最高处安顿下来后，开始出其不意地向谢伦山守军开火，迫使他们重新调整阵型，以应对这一意想不到的威胁。因此，位于盟军左翼的马尔伯勒突击部队，在新近下马的一支英国龙骑兵梯队的支援下，得以翻过防守薄弱的临时胸墙，将守军推回山顶。敌人终于陷入混乱。
人数上处于劣势的谢伦山守军抵抗了盟军长达两小时的突击，但此时在巴登和马尔伯勒两军的压力下，他们坚不可摧的防御瓦解了。随着恐慌情绪在法巴联军中蔓延，马尔伯勒放任35个骑兵和龙骑兵中队追击逃跑的部队，在“杀死、杀死、摧毁”的呐喊声中无情地砍杀敌军士兵。没有捷径可逃。多瑙河上的一座浮桥在他们的重压下坍塌了，许多阿尔科的兵员——当中大多数不会游泳，在试图渡过湍急的河流时溺亡。还有许多在多瑙河北岸被切断了联系的人，在芦苇丛中逃命，徒劳地试图避开盟军的砍刀。其他人则前往齐尔格斯海姆村落，竭力逃向远处树木繁茂的山丘。在夜幕降临至战场之前，马尔伯勒只在西部看见了几支法巴营队从多瑙沃特的桥上有序渡过多瑙河。

## 影响
科洛尼是为数不多的逃脱者之一，但巴伐利亚选侯失去了其最优秀部队的大部分兵力，这对法巴联军在接下来的战斗中面对同盟国的战力产生了深远的影响。参与过谢伦山保卫战的人当中，极少会再重新加入选侯和马尔桑的军队。然而，这其中就包括了阿尔科伯爵和他的副手马费伊藩侯，此二人后来都在布伦海姆战役中负责保卫卢钦根。参战的22000名盟军士兵中，有逾5000人负伤，使马尔伯勒在讷德林根设立的医院不堪重负。盟军的阵亡名单中有六名中将、四名少将，以及28名准将、上校或中校，这反映了高级军官在带兵突击时所暴露的位置。在西班牙王位继承战争中，没有任何其他行动夺走了这么多高级军官的性命。
这场胜利带来了惯常的战利品。除了缴获谢伦山的所有火器外，盟军还缴获了所有团旗（科洛尼的红色掷弹兵团除外）、他们的弹药、辎重和其它丰富的赃物。但庞大的伤亡数字还是令整个大同盟感到有些惊愕。虽然荷兰人铸造了一枚胜利勋章：正面是巴登肖像，另一面则是拉丁文铭文，却没有提及马尔伯勒公爵。不过，神圣罗马皇帝亲自致信公爵：“没有什么能比你在多瑙沃特强行占领敌人的营地……[所展现出来]的敏捷和气势更光荣了”。那天夜里，迪博尔代上校放弃了城镇，而带着援军赶到战场附近的选侯只看到了其最优秀部队的逃亡与被屠戮，遂将他的驻军从诺伊堡和拉蒂斯邦撤走，转移至奥格斯堡附近的莱希河后方。

### 对巴伐利亚的破坏

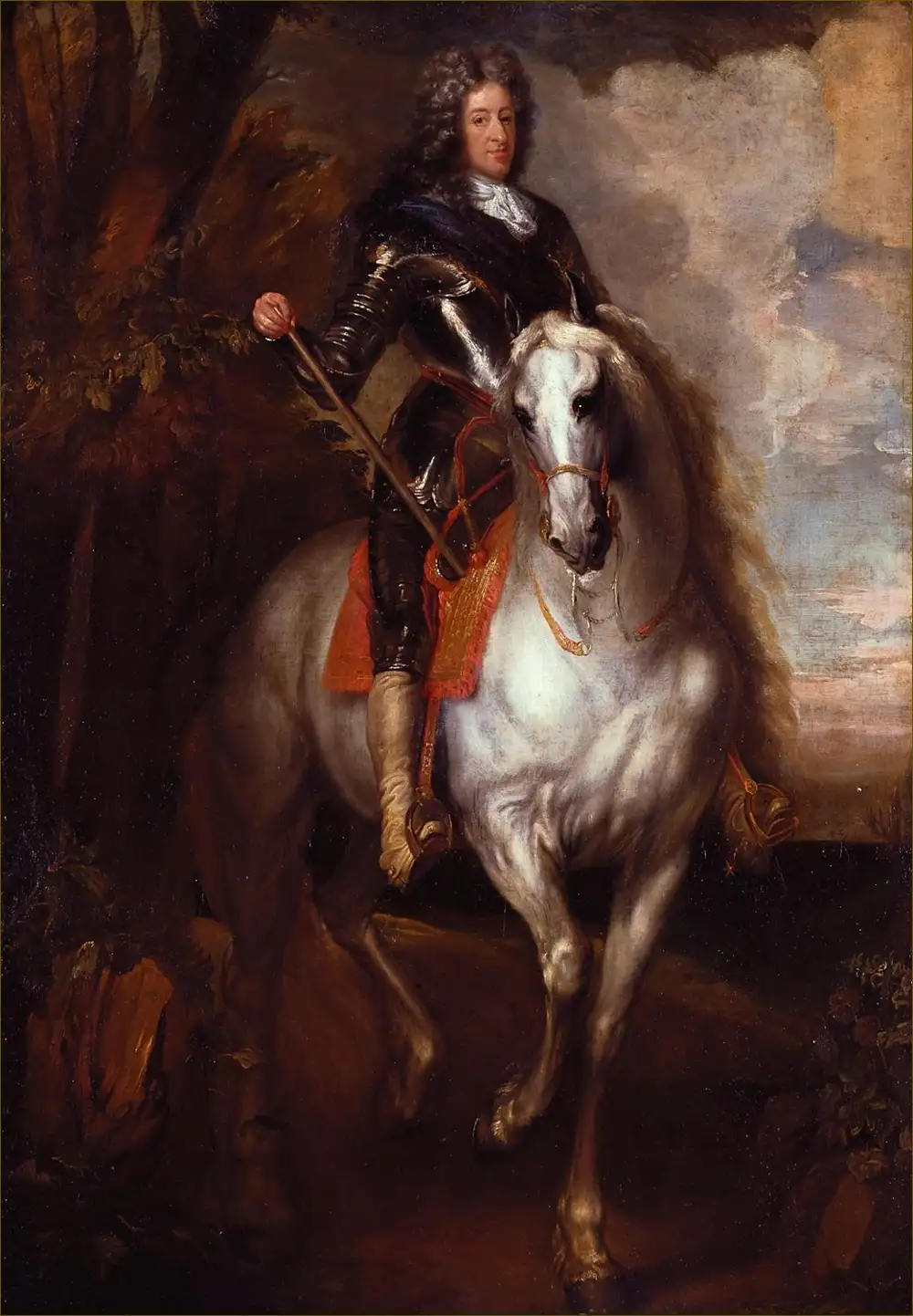
马克西米利安二世·埃马努埃尔，巴伐利亚选侯。作者：安东尼·范戴克爵士

马尔伯勒在多瑙河上赢得了他的桥头堡，将自己置身于法国和维也纳之间；然而，这场战斗之后出现了一个奇怪而拖沓的反高潮。公爵决心在塔拉尔的援军到来之前引诱选侯投入战斗，但自从谢伦山之战以来，盟军指挥官都无法就下一步行动达成一致，导致了一场旷日持久的赖恩围城战。由于最初缺乏重型武器和弹药（帝国曾承诺但未及时交付），直到7月16日，该镇才沦陷。尽管如此，马尔伯勒还是迅速占领了诺伊堡，再加上多瑙沃特和赖恩，盟军在多瑙河和莱希河上建起了足够多的坚固桥梁，便于行动。
此时，盟军指挥官向弗里德贝格进发，监视着在莱希河对岸奥格斯堡的敌人，同时阻止他们进入巴伐利亚或从那里获取任何补给。但是，将巴伐利亚从双王之党转投大同盟才是盟军最关心的问题。当选侯坐在他的奥格斯堡防御工事后方时，马尔伯勒派他的军队深入巴伐利亚进行突袭破坏，焚烧建筑物并毁坏庄稼，试图引诱这位巴伐利亚指挥官投入战斗，或者说服他重新效忠于皇帝利奥波德一世。皇帝提出了全面赦免，并给予补贴，恢复他所有的领土——如果他重返帝国，还将获得普法尔茨-诺伊堡和布尔高作为额外土地，但双方之间的谈判进展甚微。
对巴伐利亚的破坏导致这位选侯的妻子特蕾莎·库尼根达·索别斯卡恳求他放弃与法国的联盟。虽然选侯对路易十四的忠诚有所动摇，但当塔拉尔的援军（约35000人）即将到达巴伐利亚的消息传来时，他继续对抗利奥波德一世和大同盟的决心更加坚定。马尔伯勒遂加强了破坏选侯领土的政策。7月16日，公爵在致信其友人、荷兰大议长海因修斯时写道：“我们正挺进巴伐利亚的心脏地带，以摧毁这个国家，并强迫选举人以这样或那样的方式服从”。该政策迫使选侯从奥格斯堡派出8000名士兵保卫自己的财产，只留下一部分军队加入马尔桑和塔拉尔领导的法军。不过，尽管马尔伯勒认为这是确保成功的必要策略，但其道德性却值得怀疑。公爵本人向他的妻子萨拉承认了自己的保留意见，“这使我的本性感到不安，除非绝对必要，否则我不会同意的。因为这些可怜的人只是为了他们主人的野心而受苦”。关于实际造成的损失，各种说法不尽相同。科洛尼认为，出于宣传目的，有关破坏的报道可能被夸大了；然而，在海伊龙骑兵队服役的克里斯蒂安·戴维斯则写道：“盟军派出各党派来蹂躏这个国家……我们不遗余力，杀害、焚烧或以其他方式摧毁了我们无法带走的一切”。在历史学家大卫·钱德勒看来，马尔伯勒必须为这次破坏承担全部责任，因为尽管他毫无疑问感到难以忍受，但他在巴登和皇帝的抗议下仍選擇这样做。
在上巴伐利亚的埃德韦格、彼得斯豪森、马克特因德斯多夫和达豪周围的教堂中，都有关于1704年劫掠的记录。菲巴赫和巴亨豪森村庄（在慕尼黑以北约30公里的法伦茨豪森附近）也记录了掠夺和火灾。当他们的家园免遭破坏时，他们发誓要永远在每年的圣弗洛里安节（5月4日）举行弥撒，以纪念他们的获救。在菲巴赫古老的乡村教堂中，人们仍然可以看到这份宣告。
至此，帝国未能提供的有效攻城武器已经剥夺了盟军的胜利——无论是慕尼黑还是乌尔姆都无法被攻占，而选侯既没有被击败也没有被迫改变效忠。欧根亲王越来越担心谢伦山之战胜利后没有采取果断的行动，他写信给萨伏伊公爵，“……我无法赞同他们的表现。他们一直指望能与选侯达成协议……他们以…焚毁几座村庄来自娱自乐，而不是…径直向敌人进攻”。塔拉尔带着法国援军于8月5日抵达奥格斯堡。欧根也紧随塔拉尔之后率领18000千名士兵南下，但他被迫留下12000名士兵守卫斯托尔霍芬防线，以防维勒鲁瓦向多瑙河增派法军。此外，选侯终于向驻扎在蒂罗尔边境的大批巴伐利亚分遣队发出命令，要求他们重新加入主力军。因此，对于盟军而言，时间很紧迫：他们必须立即击败法国及其盟友，否则整个德意志南部就会全军覆没。
8月7日，三位盟军指挥官马尔伯勒、巴登和欧根开会决定他们的战略。尽管盟军在数量上处于劣势，但为了让他们能够再一次跨越多瑙河的主通道，巴登同意了一项率15000兵力围攻因戈尔施塔特城池的计划。这支盟军此时共有52000名士兵，但缺少了在谢伦山指挥帝国军队的司令，他们将在布林德海姆这个小村庄及其周围与56000名法国-巴伐利亚联军相遇。这场战役于1704年8月13日打响，后来在德语中被称为（第二次赫希施泰特战役），在英语中则被称为（布伦海姆战役）。

### 脚注
1. 1 2 3 4  Falkner，第31页
2. 1 2  Bodart，第136頁.
3. 1 2  Chandler，第137页
4. 1 2  Churchill，第793页
5. 1 2  Barnett，第100页
6. 1 2  Spencer，第173页
7. 1 2 3  Trevelyan，第356页
8. 1 2  Trevelyan，第355页
9. ↑  Trevelyan，第357页
10. ↑  Churchill，第787页
11. ↑  Falkner，第29页
12. ↑  Spencer，第176页
13. 1 2  Trevelyan，第359页
14. 1 2 3  Colonie，第179页
15. ↑  Churchill，第795页
16. ↑  Spencer，第177页
17. ↑  Falkner，第33页
18. ↑  Almack，第32页
19. ↑  Colonie，第182页
20. ↑  Colonie，第183页
21. 1 2  Trevelyan，第360页
22. 1 2  Falkner，第34页
23. ↑  Spencer，第179页
24. 1 2 3  Colonie，第184页
25. ↑  Falkner，第35页
26. ↑  Trevelyan，第362页
27. ↑  Colonie，第186页
28. 1 2 3  Falkner，第36页
29. ↑  Colonie，第187页
30. 1 2  Colonie，第190页
31. ↑  Spencer，第182页
32. ↑  Falkner，第37页
33. ↑  Churchill，第805页
34. 1 2  Falkner，第39页
35. ↑  Trevelyan，第363页
36. ↑  Spencer，第183页
37. ↑  Trevelyan，第364页
38. ↑  Churchill，第806页
39. ↑  Spencer，第184页
40. ↑  Spencer，第191页
41. ↑  Churchill，第807页
42. ↑  Spencer，第192页
43. ↑  Colonie，第191页
44. ↑  Churchill，第811页
45. ↑  Trevelyan，第367页
46. ↑  Churchill，第812页
47. 1 2  Churchill，第813页
48. 1 2  Falkner，第44页
49. 1 2  Trevelyan，第368页
50. ↑  Trevelyan，第370页
51. ↑  Falkner，第43页
52. ↑  Churchill，第823页
53. ↑  Chandler，第139页
54. ↑  Hans Schertl. . Kirchen und Kapellen im Dachauer Land.   [2021-03-29]. （原始内容存档于2015-12-15）.
55. ↑  Hans Schertl. . Kirchen und Kapellen im Dachauer Land.   [2021-03-29]. （原始内容存档于2020-10-29）.
56. ↑  Hans Schertl. . Kirchen und Kapellen im Dachauer Land.   [2021-03-29]. （原始内容存档于2016-03-24）.
57. ↑  Hans Schertl. . Kirchen und Kapellen im Dachauer Land.   [2021-03-29]. （原始内容存档于2020-10-27）.
58. ↑  Barnett，第136页
59. 1 2  McKay，第84页
60. ↑  Lynn，第246页
61. ↑  Trevelyan，第371页
62. ↑  Holmes，第279页
63. ↑  Coxe，第188页

## 外部連結
- 维基共享资源上的相關多媒體資源：谢伦山之战